# Shouldn't Have Done That
Shouldn't Have Done That este o instrumental piesă a formației britanice Depeche Mode. Piesa a apărut pe albumul A Broken Frame, în 1982.